# Vitberget
Vitberget este o arie protejată (arie specială de conservare — SAC, sit de importanță comunitară — SCI) din Suedia întinsă pe o suprafață de 628,8 ha, integral pe uscat.

## Localizare
Centrul sitului Vitberget este situat la coordonatele 65°58′32″N 20°19′17″E / 65.9756°N 20.3215°E.

## Înființare
Situl Vitberget a fost declarat sit de importanță comunitară în decembrie 1995 pentru a proteja 1 specie de animale. Situl a fost protejat și ca arie specială de conservare în martie 2011.

## Biodiversitate
Situată în ecoregiunea boreală, aria protejată conține 4 habitate naturale: Lacuri și iazuri distrofice naturale, Mlaștini turboase de tranziție și turbării mișcătoare, Cursuri de apă de la nivel de câmpie la nivel montan, cu vegetație Ranunculion fluitantis și Callitricho-Batrachion, Taiga vestică.
La baza desemnării sitului se află o specie protejată de  mamifere: râs eurasiatic (Lynx lynx).